# ラシェル・ヤカール
ラシェル・ヤカール（Rachel Yakar、1936年3月3日 - 2023年6月24日）は、フランス出身のソプラノ歌手。

## 生涯
リヨンの生まれ。パリ音楽院でジェルメーヌ・リュバンに師事し、プルミエ・プリを得て卒業した。1963年にストラスブールでデビューを飾り、1964年からライン・ドイツ歌劇場に出演してオペラ歌手としての経験を積んだ。1970年代半ばには、バイロイト音楽祭、グラインドボーン音楽祭やコヴェントガーデン王立歌劇場等にも出演して活躍の場を広げた。